# BM-14
Der BM-14 ist ein Mehrfachraketenwerfersystem, das in den 1950er-Jahren in der Sowjetunion entwickelt und in Dienst gestellt wurde. Der GRAU-Index lautet 8U32. Die Raketen besitzen ein Kaliber 140 mm.

## Entwicklung
Der BM-14 wurde als Nachfolgemodell für den aus dem Zweiten Weltkrieg stammenden Raketenwerfer BM-31-12 konzipiert. Im Jahre 1952 wurde der BM-14 bei den sowjetischen Landstreitkräften eingeführt. Jede Panzer- und motorisierte Schützendivision hatte ein Bataillon mit 18 Werfern. Bei den sowjetischen Streitkräften wurde das System Mitte der 1970er-Jahre ausgesondert und durch den BM-21 abgelöst.

## Varianten

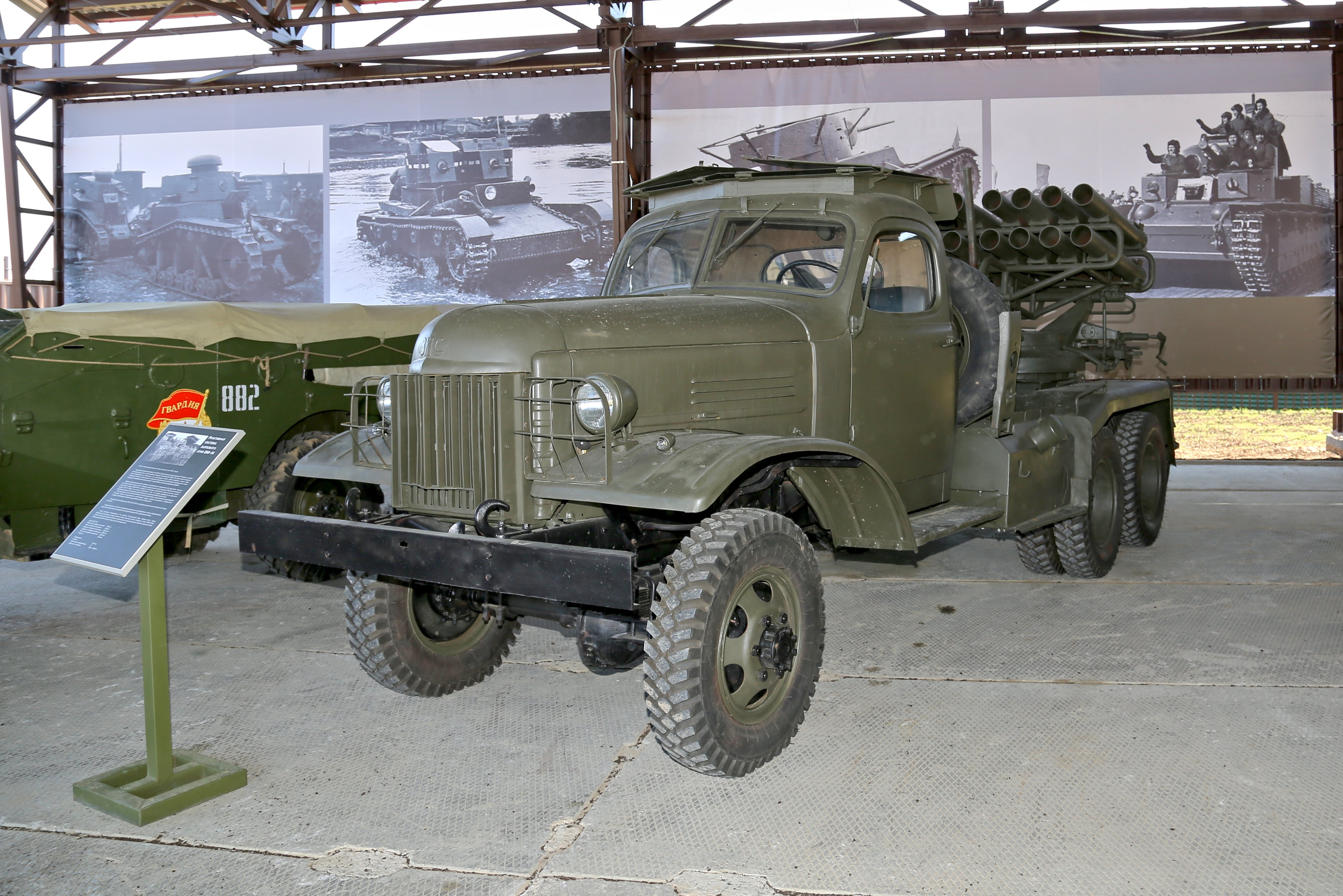
BM-14-16 auf ZIS-151 in einem Museum (2014)

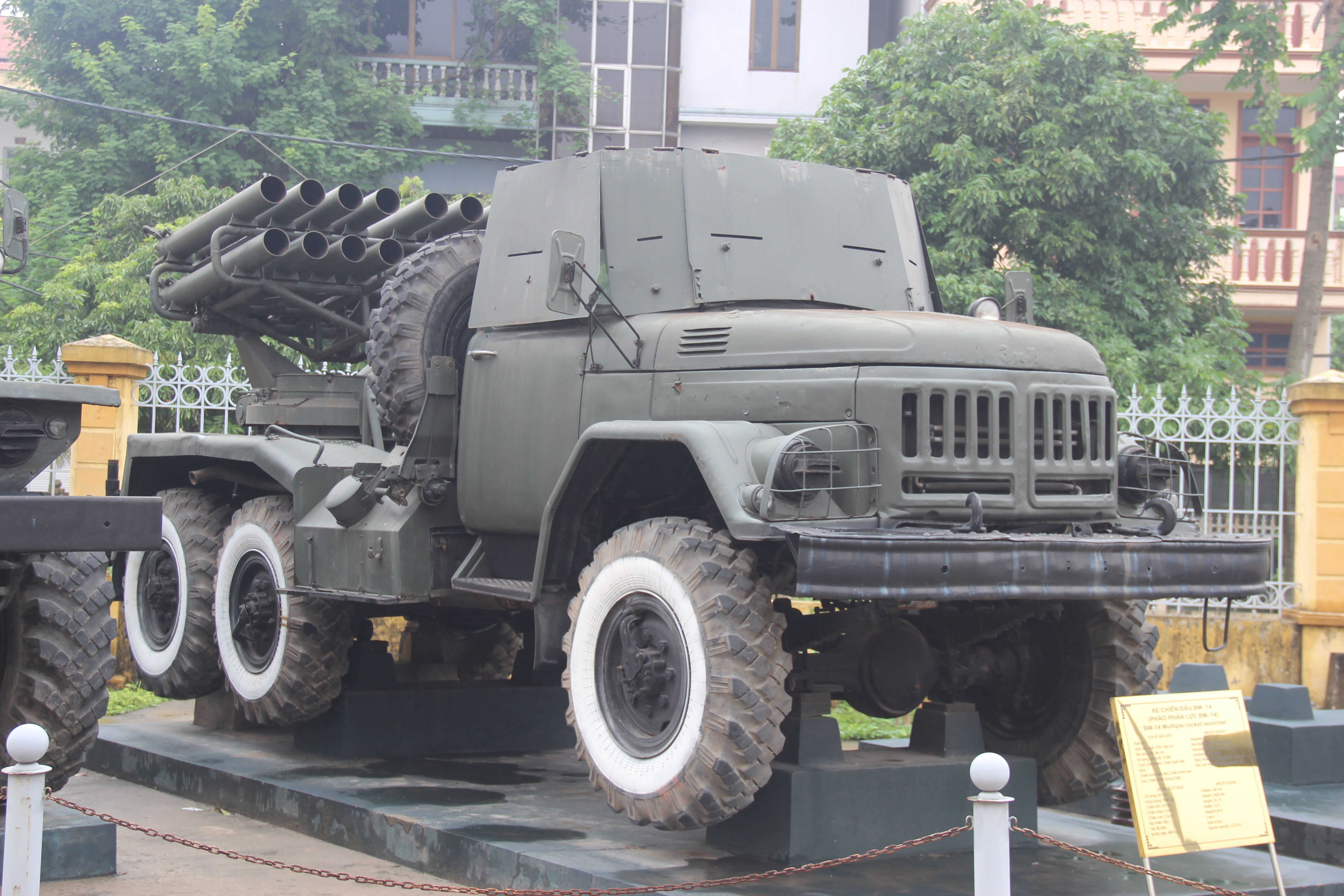
BM-14-17 auf Basis des Lastwagens ZIL-131

- BM-14-16 (8U32): Serienversion ab 1953; installiert auf einem ZIS-151 mit 16 Werferrohren.
- BM-14M (2B2): Serienversion ab 1958; installiert auf einem ZIL-157 mit 16 Werferrohren.
- BM-14MM (2B2R): Serienversion ab 1959; installiert auf einem ZIL-131 mit 16 Werferrohren.
- BM-14-17 (8U35): Serienversion ab 1959; installiert auf einem GAZ-63A mit 17 Werferrohren.
- RPU-14 (8U38): Gezogene Version für Luftlandetruppen auf einem Anhänger mit 16 Werferrohren.
- WP-8: Polnische Version des RPU-14.
- WM-18: Marineversion mit 18 Werferrohren; auf Landungsschiffen installiert.
- A-22 Ogon: Marineversion mit 22 Werferrohren; auf Landungsschiffen installiert.
- A-223 Sneg: Marineversion mit 2 Werferrohren; auf Flusskriegsschiffen installiert.

Auf dem jeweiligen Fahrzeug ist ein Rohrpaket mit 16 oder 17 Rohren des Kalibers 140 Millimeter montiert. Ein Raketenwerfer ist in der Lage, alle Raketen innerhalb sieben bis zehn Sekunden zu starten. Das Nachladen eines leergefeuerten Werfers dauert zwei bis vier Minuten. Die Fahrzeugbesatzung besteht aus drei Soldaten.
Die Raketen sind drallstabilisiert und haben keine Stabilisierungsflügel. Der Drall der Rakete entsteht durch um die Hauptantriebsdüse angeordnete schräge Düsen. Die Raketen besitzen eine große Streuung und eignen sich daher nur zur Bekämpfung von Flächenzielen. Die maximale Streuung einer Raketensalve liegt bei 132 m. Die Raketen messen 1,086 m in der Länge. Sie haben ein Startgewicht von 39,6 kg, wobei 18,8 kg auf den Sprengkopf entfallen. Die maximale Reichweite liegt bei 9,81 km bei einer Brennschlussgeschwindigkeit von 400 m/s.
Zur Verwendung kommen drei Raketentypen:
- M-14OF mit einem Splittergefechtskopf
- M-14D mit einem Rauch- und Brandgefechtskopf mit Phosphor und Schwefeltrioxid
- M-14Kchr mit 8S31-Sprengkopf, der 2,2 kg chemischer Kampfstoff GB, AC oder HD (Lost) enthält.

## Verbreitung
Innerhalb der sowjetischen Streitkräfte wurde der BM-14 Mitte der 1970er-Jahre durch den BM-21 ersetzt und ausgesondert. In den Exportländern steht der BM-14 zum Teil bis jetzt im aktiven Dienst.
- Afghanistan
- Ägypten
- Algerien
- Angola
- Burkina Faso
- Volksrepublik China
- Deutsche Demokratische Republik
- Indonesien
- Polen
- Irak
- Jemen
- Kambodscha
- Nordkorea
- Republik Kongo[1]
- Somalia
- Sowjetunion
- Syrien
- Tschechoslowakei
- Vietnam

## Einsatz
Der BM-14 und seine Abarten kam bei verschiedenen kriegerischen Auseinandersetzungen zum Einsatz: Algerischer Bürgerkrieg, Erster Golfkrieg, Bürgerkrieg in Libyen. Bürgerkrieg in Syrien sowie bei weiteren Konflikten auf dem afrikanischen Kontinent. Ebenso wurde der BM-14 unter anderem von den Taliban in Afghanistan und der Hisbollah im Libanon im Kampf eingesetzt. Auch aufständische irakische Terrorgruppen nutzen noch teilweise das System, oft aber mit unterschiedlichsten Modifizierungen. Bei sämtlichen Gefechten hat sich der BM-14 als zuverlässig und robust erwiesen.